# 徳斗駅
徳斗駅（トクトゥえき）は、大韓民国釜山広域市江西区にある釜山-金海軽電鉄の駅である。駅番号は5。

## 駅構造
相対式ホーム2面2線を有する高架駅で、フルスクリーンタイプのホームドアが設置されている。
駅西側に金海国際空港併設の軍事施設（空軍第5空中機動飛行団）が存在するため、その方向は壁や曇りガラスにより外が見えにくくなっている。

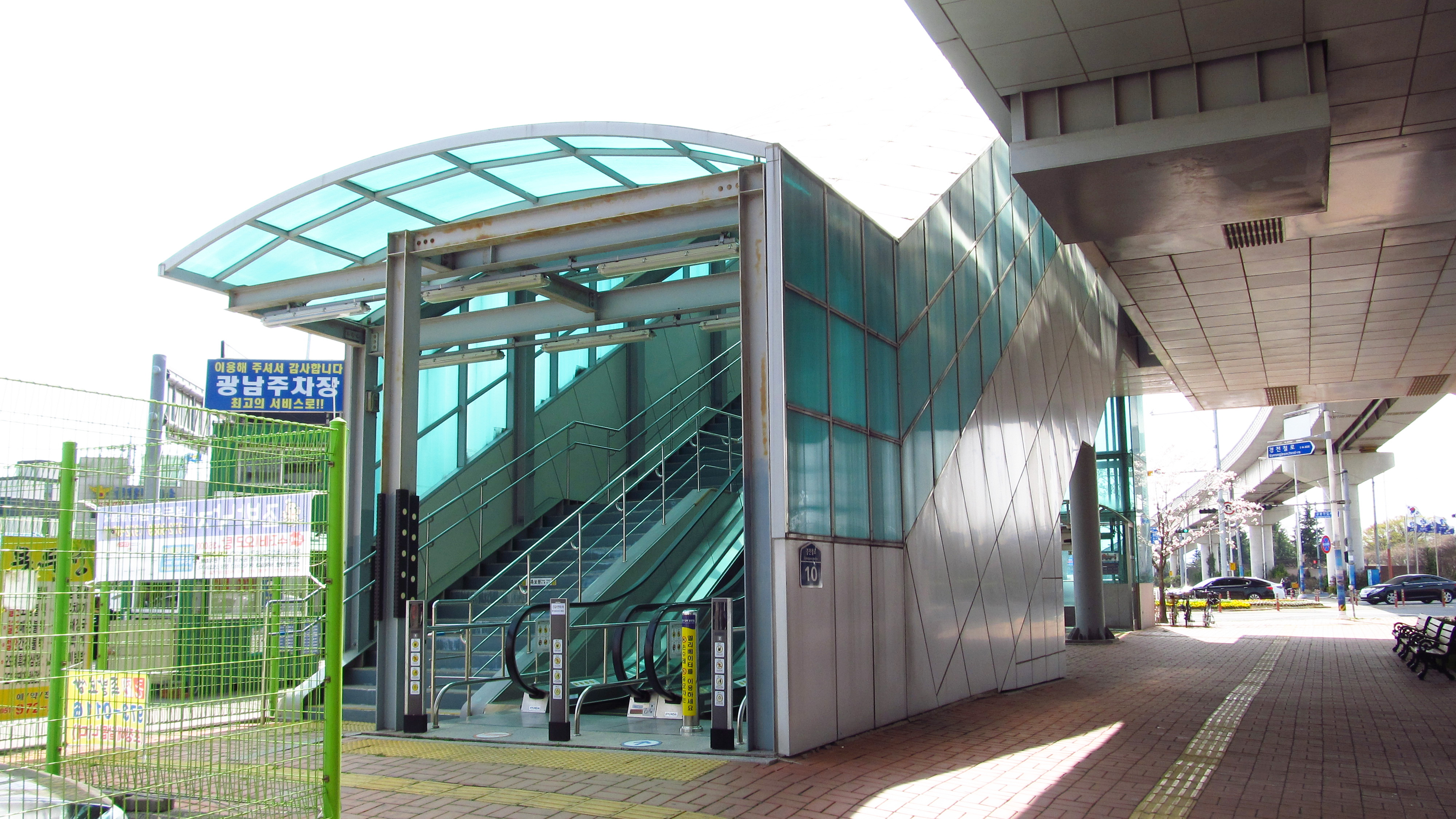
1番出入口（2018年3月）
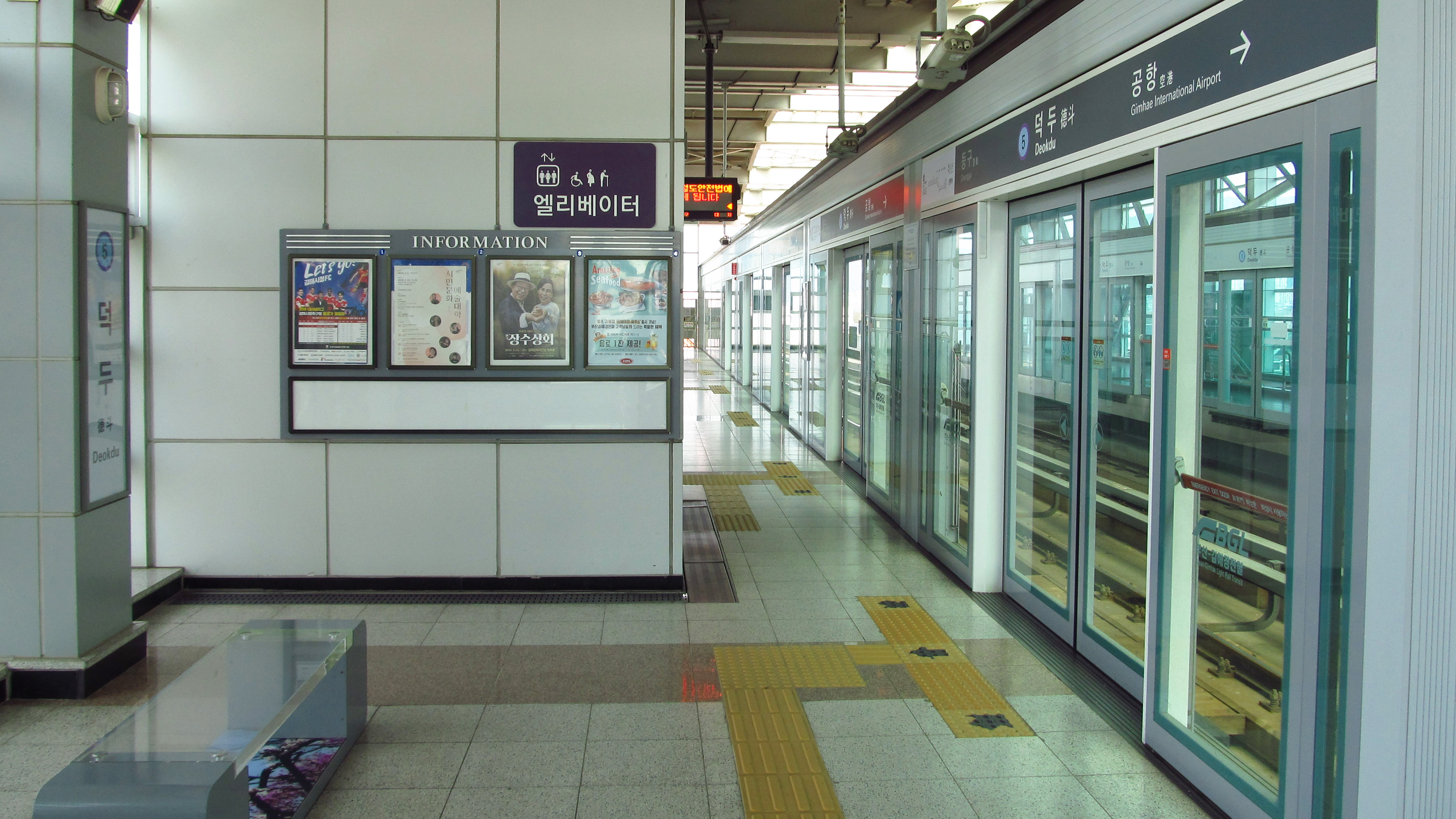
上りホーム（2018年3月）
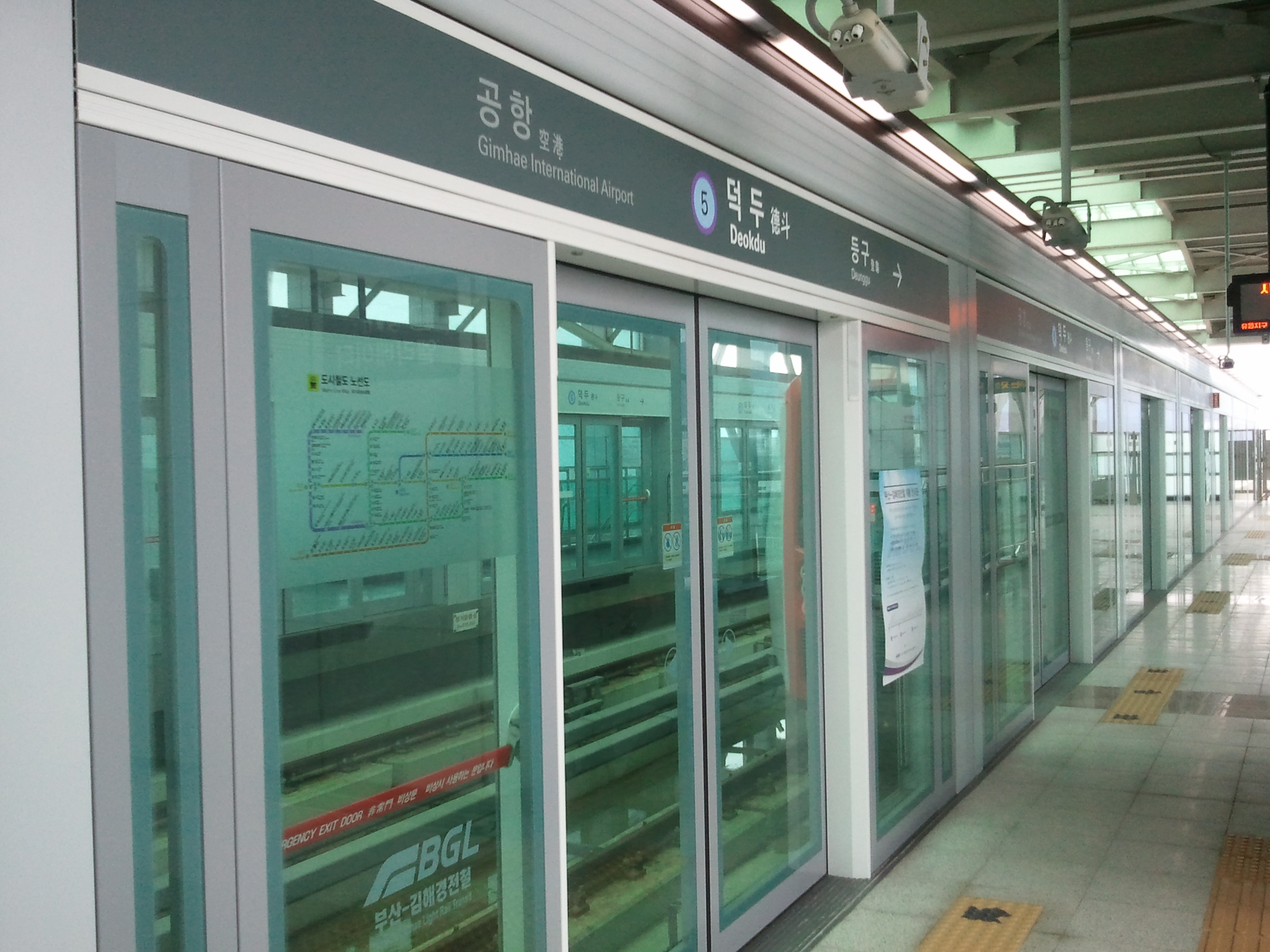
ホームドア

### のりば
| 上り | ●釜山-金海軽電鉄 | 沙上方面   |
| 下り | ●釜山-金海軽電鉄 | 加耶大方面 |

## 歴史
- 2011年9月9日 - 開業。

## 駅周辺
- 大渚2洞郵便局
- 江西区図書館
- 洛東江

## 隣の駅
釜山-金海軽電鉄
●釜山-金海軽電鉄
空港駅（4） - 徳斗駅（5） - 登亀駅（6）